# Afrodontella
Afrodontella is een geslacht van springstaarten uit de familie van de Odontellidae. De wetenschappelijke naam van de groep werd voor het eerst voorgesteld door Louis Deharveng in 1991. 

## Soorten
- Afrodontella septemlobata